# Ribeirão da Onça
O ribeirão da Onça (ou corrégo da Onça) é um curso de água brasileiro, afluente da margem esquerda do rio das Velhas e subafluente do rio São Francisco. A bacia hidrográfica do ribeirão é famosa pelo represamento que originou a lagoa artificial da Pampulha, reconhecida internacionalmente pelo patrimônio histórico e arquitetônico do Conjunto Arquitetônico da Pampulha, Patrimônio Mundial da UNESCO.
O curso de água principal nasce em Contagem e atravessa Belo Horizonte, percorrendo cerca de 38,7 quilômetros até a sua foz no rio das Velhas, onde está o limite entre os municípios de Belo Horizonte e Santa Luzia. Ao longo do percurso, recebe os nomes de córrego São João, ribeirão do Cabral, córrego Sarandi, ribeirão da Pampulha e ribeirão da Onça.
O ribeirão da Onça está altamente degradado, por causa de  assoreamento e lançamento de esgotos dos municípios de Contagem e Belo Horizonte. Dados de 2005 revelaram que as águas da bacia hidrográfica do rio das Velhas tinham péssima qualidade, de acordo com classificação do Conselho Nacional do Meio Ambiente. O governo estadual vem realizando medidas para melhoria da qualidade das águas da bacia, como a implantação de estações de tratamento como a ETAF Pampulha, a ETE Onça, e a ETE Arrudas, para melhorar a qualidade das águas dos ribeirões da Onça e Arrudas, os tributários mais poluídos do rio das Velhas.

## Bacia Hidrográfica

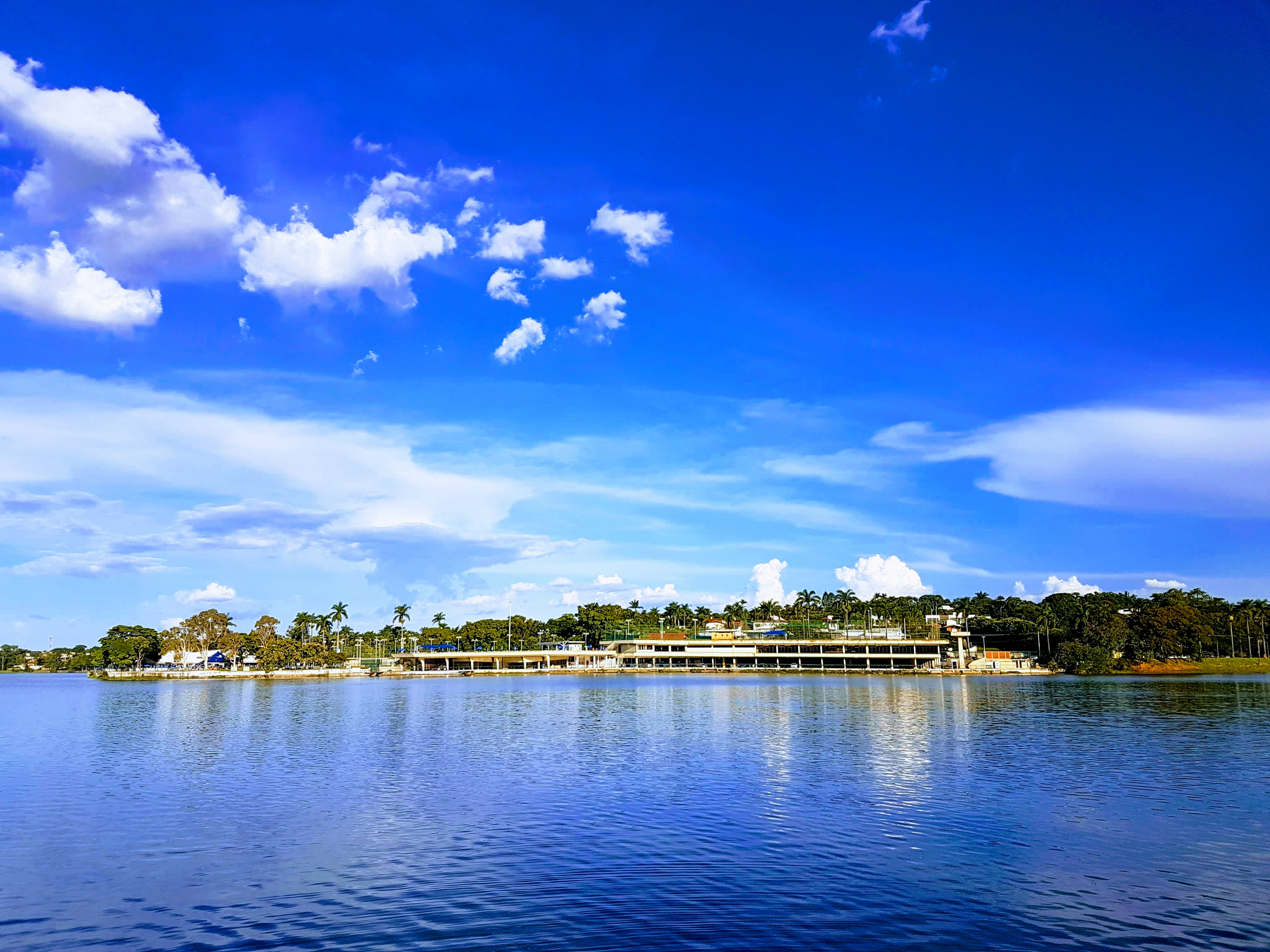
Vista parcial do reservatório da Pampulha, formado pelo represamento do ribeirão da Onça.

A bacia hidrográfica do ribeirão da Onça drena uma área de aproximadmente 212 quilômetros quadrados, na porção centro-norte da Região Metropolitana de Belo Horizonte, área com grande adensamento populacional. A bacia compreende parte dos municípios de Contagem e Belo Horizonte.
O curso de água principal da bacia do ribeirão da Onça nasce no município de Contagem, mais especificamente numa mata dentro do Centro Industrial de Contagem, próximo ao bairro Monte Castelo, a uma cota altimétrica aproximada de 960 metros em relação ao nível do mar. Depois, atravessa Contagem e passa pelo município de Belo Horizonte, percorrendo aproximadamente 38,7 quilômetros desde a nascente até desaguar no rio das Velhas.
Ao longo do leito principal, o curso de água recebe diferentes nomes:
1. Córrego São João, em sua nascente, localizada no Centro Industrial de Contagem[2]
2. Ribeirão do Cabral, após atravessar a rodovia BR-040 e a avenida Severino Ballesteros Rodrigues, ainda em Contagem[2]
3. Córrego Sarandi, após atravessar o limite do município de Belo Horizonte, até desaguar na lagoa artificial da Pampulha[11]
4. Ribeirão da Pampulha, desde a barragem da Pampulha até a confluência com o ribeirão da Cachoeirinha, próximo ao bairro São Paulo[3]
5. Ribeirão da Onça, desde a confluência com o ribeirão da Cachoeirinha até a foz no rio das Velhas[3]

Segundo estudos de vazão da Universidade Federal de Viçosa e do Instituto Mineiro de Gestão das Águas, o ribeirão da Onça deságua no rio das Velhas a uma vazão média calculada de aproximadamente 2,97 metros cúbicos por segundo. Os mesmos estudos indicam que a vazão mínima Q7,10 medida na foz é de aproximadamente 0,333 metros cúbicos por segundo.

## Qualidade da água
A Companhia de Saneamento de Minas Gerais (COPASA) é responsável pelo saneamento básico de toda a região que compreende a bacia do ribeirão da Onça. A companhia construiu duas estações de tratamento de efluentes, que estão atualmente em operação.

### Estação de Tratamento de Efluentes Pampulha
A Estação de Tratamento de Efluentes da Pampulha (ETAF Pampulha) foi construída com o propósito de despoluir as águas da Lagoa da Pampulha. Os recursos para recuperação da qualidade das águas superficiais da bacia do ribeirão da Onça foram investidos pela COPASA desde 2002 para implentar tanto a ETAF Pampulha, quanto a ETE Onça.

### Estação de Tratamento de Esgoto Onça
A Estação de Tratamento de Esgoto do Ribeirão da Onça (ETE Onça), localizada no bairro Ribeiro de Abreu (região norte de Belo Horizonte) e inaugurada em 2006, tem capacidade para tratar 1,8 mil litros de esgoto por segundo, o que corresponde a 155 milhões de litros diariamente.